# Раусу

44°1′19″ пн. ш. 145°11′22″ сх. д. / 44.02194° пн. ш. 145.18944° сх. д.
Рау́су (яп. 羅臼町, らうすちょう, МФА: [ɾa.usu̥ t͡ɕoː]) — містечко в Японії, в повіті Менасі округу Немуро префектури Хоккайдо. Станом на 1 жовтня 2008 року площа містечка становила 397,88 км². Станом на 31 березня 2017 населення містечка становило 5293 осіб.